# Joseph Aiuppa

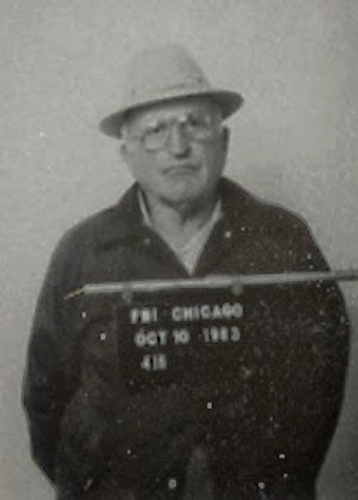
Joseph Aiuppa

Joseph John Aiuppa, auch bekannt als Joey Doves und Joey O’Brien (* 1. Dezember 1907 in Melrose Park; † 22. Februar 1997 in Elmhurst), war ein italienisch-amerikanischer Mobster der amerikanischen Cosa Nostra und von 1971 bis 1986 das offizielle Oberhaupt des Chicago Outfits.

## Leben

### Frühe Jahre
Joseph John Aiuppa wurde am 1. Dezember 1907 in Melrose Park als Sohn von Simone und Rosalia Aiuppa geboren. 1918 flog der elfjährige Aiuppa aus der Schule und begann als Gärtner zu arbeiten. Er arbeitete mehrere Jahre als gewöhnlicher Tageslöhner und wurde 1925 Lkw-Fahrer für die Midwest Cartage Company.

### Krimineller Aufstieg
Mittlerweile hatte Aiuppa einige Verbindungen zur kriminellen Unterwelt gemacht und war mit später berühmten Kriminellen wie John Dillinger und Alvin Karpis vereinigt. Ebenso bekam er Kontakt zur Bande von Al Capone und erlernte wichtige Verhaltensregeln der Unterwelt, von dem Mobster Claude „John Moore“ Maddox.
Aiuppa, als ehemaliger Boxer, begann als Fahrer für höherrangige Outfit-Mitglieder wie Anthony Accardo, bevor er mehrere Glücksspiel-Establishment in Cicero betrieb. Diese Establishment beinhalteten Buchmachereien und unterirdische Casinos die durch geheime Eingänge zugänglich waren. 1930 kaufte er die Turf Lounge, die jahrzehntelang sein Hauptsitz blieb. Im Laufe der Jahre erwarb Aiuppa weitere Clubs, wie das Frolics und die Magic Lounge. Er besaß auch das Towne Hotel in Cicero und verwaltete die Firma Taylor & Company; angeblich ein Möbelhersteller, doch in Wirklichkeit eine Fassade für die illegale Herstellung von Spielautomaten.
Ab 1935 arbeitete Aiuppa für den Capone-Mob als Vollstrecker. Während dieser Zeit stieg er durch die Reihen des Outfits auf und beginnend in den späten 1940er Jahren bis in die 1960er Jahre war Aiuppa für den Cicero-Distrikt des Outfits verantwortlich. Aiuppa besaß und/oder betrieb mehrere Establishment in einer Gegend von Cicero, die man „strip“ nannte. Dies ist und war der ursprüngliche sogenannte „strip“, vor dem Las Vegas Strip.
Aiuppa besaß viele Jahre und verkaufte schließlich den Navajo Hills-Golfplatz außerhalb der Vorstadt Chicago. Dies war einer seiner vielen Immobilienverkäufe, mit denen er sich den Ruf des mächtigsten und erfolgreichsten Outfit-Mitglied für Jahrzehnte verdient hat. Aiuppa betrieb seine Immobiliengeschäfte unter dem Namen Rosemar Reality – benannt nach seiner Mutter Rose Marie, die auch von Zeit zu Zeit Auto- oder kleine Immobilien-Verkäufe in ihrem Namen tätigte. Aiuppa hatte fast nie irgendwelche Vermögenswerte in seinem eigenen Namen gehalten, außer für sein Haus, in dem er wohnte.

### „Joey Doves“
Im Jahr 1966 wurde Aiuppa wegen des rechtswidrigen Besitzes und Transportes von Trauertauben über Staatslinien verurteilt. Laut Vogelschutzrichtlinien aus dem Jahr 1918 ist es illegal, außerhalb der Jagdsaison mehr als 24 Tauben pro Person zu besitzen. Im September 1962 verhafteten ihn FBI-Agenten in Kansas mit 563 gefrorenen Tauben in seinem Besitz. Nach einer Reihe von Einsprüchen wurde Aiuppa im August 1966 schließlich verurteilt und erhielt eine 3-monatige Haftstrafe und eine Geldstrafe in Höhe von 1.000 US-Dollar. Seit dieser Verurteilung erhielt Aiuppa auch den Spitznamen „Joey Doves“.
Der Spitzname „Joey O'Brien“ stammt aus seiner Zeit als Boxer, da irische Boxer zu dieser Zeit besser bezahlt wurden und er sich aus diesem Grund bei Kämpfen den Namen gab.

### Machtwechsel und Vegas
Im Jahr 1971 wurde Outfit-Boss Felix Alderisio wegen Bankbetrugs verurteilt und ins Gefängnis geschickt. Aiuppa übernahm von nun an die Führung des Outfits.
Man nimmt an, dass Aiuppa und sein Consigliere Anthony Accardo im Jahr 1975 die Ermordung von Sam Giancana in Auftrag gaben. Giancana wurde 1966 vom Outfit gezwungen, seine Position als Boss aufzugeben. Mitte der 1970er Jahre hatte Giancana eine Vorladung vor das Church Committee erhalten und Aiuppa soll befürchtet haben, dass der ausgebootete Giancana die bevorstehende Anhörung nutzen würde, um Interna zu verraten.
Zu dieser Zeit begann das Outfit zusammen mit der Civella-Familie aus Kansas City (Missouri), der Balistrieri-Familie aus Milwaukee und der Cleveland-Familie, mit der finanziellen Abschöpfung von Kasinos in Las Vegas. Nachdem mit Hilfe der Teamsters-Gewerkschaft vier Kasinos gekauft wurden, wurde Allen Glick – Kasinobesitzer und Strohmann für die Mobster – befohlen, Frank Rosenthal als Kasino-Manager zu installieren. Von dieser Position aus leitete Rosenthal die Kasinos, während Outfit-Mitglied Anthony Spilotro die Investitionen der Mafia vor anderen Kriminellen schützte.

### Verurteilung und Vergeltung
Im Jahr 1983 wurde Joseph Aiuppa – und mit ihm einige anderer Mafiosi – wegen der illegalen Abschöpfung der Kasinos (am: „Skimming“) in Höhe von zwei Mio. US-Dollar angeklagt. Im Jahr 1986 wurde er zu 28-½ Jahren Gefängnis und einer Geldstrafe von 80.000 US-Dollar verurteilt.
Bereits im Vorfeld und während des Prozesses hatten Aiuppa und Co versucht potentielle Zeugen und Pentiti zu beseitigen. Im Juni 1986 waren dann auch Anthony Spilotro und sein Bruder Michael Peter Spilotro (nur Assoziierter des Outfit) dran.
Sie wurden in Bensenville brutal erschlagen, erdrosselt und anschließend in einem Maisfeld in Enos (Indiana) begraben. Aiuppa hatte vermutlich gleich mehrere Gründe Spilotro ermorden zu lassen und insbesondere die brutale Ausführung sollte offenbar eine abschreckende Bestrafung sein.
Aiuppa machte Spilotro nicht nur einfach für seine eigene „Skimming“-Verurteilung verantwortlich, sondern ihm war mittlerweile auch zugetragen worden, dass Spilotro und sein Bruder sich nicht an das Verbot gehalten hatten, andere kriminelle Aktivitäten in Las Vegas zu unterlassen. Spilotros Affaire mit Frank Rosenthals Frau und sein Drogenkonsum kamen noch dazu. Darüber hinaus hatte eventuell auch Anthony Accardo – Vorgänger und Consigliere von Aiuppa – noch eine Rechnung mit Spilotro offen gehabt haben und soll diesen schon 1977 um die Ermordung von Spilotro gebeten haben.

### Letzte Jahre
Am 19. Januar 1996 wurde Aiuppa vorzeitig aus dem Federal Medical Center in Rochester entlassen und starb circa ein Jahr später, am 22. Februar 1997 eines natürlichen Todes im Elmhurst Memorial Hospital in Elmhurst, Illinois. Auf dem Queen of Heaven Catholic-Friedhof in Hillside (Illinois) wurde er zur letzten Ruhe gebettet.

## Im Film
- 1995: Darstellung in der Filmfigur Remo Gaggi durch Pasquale Cajano, im Film Casino